# Erioptera (Erioptera) otayba
Erioptera (Erioptera) otayba is een tweevleugelige uit de familie steltmuggen (Limoniidae). De soort komt voor in het Australaziatisch gebied.